# ヨモギ
ヨモギ（蓬・艾・蕭、学名: Artemisia indica var. maximowiczii）は、キク科ヨモギ属の多年草。モチグサ（餅草）ともよばれる。
日当たりのよい原野や道端などに集団を作って生え、高さは1メートル前後になり、初秋に地味な花をつける。風媒花であるため、多量の花粉を飛ばす。昔から薬草として認識されており、灸のもぐさや漢方薬の原料になるなど利用される一方、料理や餅などに入れられるなど、歴史上様々な使い方がされてきた植物である。

## 名称
和名のヨモギの由来は不明であるが、よく繁殖して四方に広がることから「四方草」と書いてヨモギと読ませるという説、春によく萌える草から「善萌草」に由来とする説、よく燃えることから「善燃草」と書いてヨモギと読ませる説がある。ヨモギの「ギ」は、茎のある立ち草を意味する。
別名は、春に若芽を摘んで餅に入れることからモチグサ（餅草）とよく呼ばれていて、また葉裏の毛を集めて灸に用いることから、ヤイトグサの別名でも呼ばれている。ほかに、地方によりエモギ、サシモグサ（さしも草）、サセモグサ、サセモ、タレハグサ（垂れ葉草）、モグサ、ヤキクサ（焼き草）、ヤイグサ（焼い草）、ヨゴミの方言名がある。沖縄県では（近縁種のニシヨモギ）をフーチーパーとよんで、臭み消しや薬用、香草として使われる。陶穀の『清異録』には「肚裏屏風」の別名がある。
北海道アイヌ語と樺太アイヌ語では、エゾヨモギ（オオヨモギ、ヤマヨモギ）を共通してノヤ（アイヌ語: noya）と呼ぶ。これは「揉み草」の意で、薬草として葉を揉み傷口に張り付けたことに由来する。

英語では、Japanese mugwortとも呼ばれるが、英語のmugwortとは異なることがある。

## 分布・生育地
日本在来種であるが、もともとは中央アジアの乾燥地帯が原産と考えられている。日本の本州・四国・九州・小笠原に分布、北海道に移入分布する。沖縄周辺ではニシヨモギやリュウキュウヨモギなど本種の近縁種が野生化している。日本国外では、朝鮮半島に分布する。
山野の草地、道ばたに自生する多年草。繁殖力が強く、空き地、河原、畑などの日当たりの良いところでふつうに見られ、地下茎を伸ばして増えて群生していることが多い。

## 形態・生態
地下茎を長く伸ばして繁殖し、まだ寒い早春（2 - 3月ごろ）のうちから、他の植物に先駆けて白銀色の産毛をまとったロゼット状の若芽（根出葉）を出して冬越しする。
春になると茎が生長を始めて、草丈は50 - 150センチメートルほどになり、茎は立ち上がり、多数分枝してやや木質化する。早春の芽生えのころは、全体が白い産毛で覆われている。
葉は互生し、幅4 cm、長さ8 cm前後で、左右が羽状に深く裂けて裂片は2 - 4対ある。葉の形は変異が多い。葉縁はさらに切れ込むか鋸葉があって、上部の葉は鋸葉が少なくなる。葉の裏面は白い綿毛を密生して白っぽく見える。この細かな白い毛は、ヨモギが乾燥地帯の中でも生育していくために、気孔を開いて葉呼吸する際に、水蒸気として一緒に貴重な水分が逃げてしまわないようにするためのものだと考えられている。顕微鏡で見ると、毛の1本が途中から2つに分かれてアルファベットのTの字に似た構造になっていることから「T字毛」と呼ばれており、根元から生える毛の数を多くしている。さらに毛は蝋を含んでいて、水分を逃がさないしくみになっている。
花期は夏から秋ごろ（8 - 10月）にかけて、茎を高く伸ばして分枝し、小枝に淡褐色の目立たない小花を穂状に咲かせる。茎先の花穂は円錐花序で、直径1.5ミリメートル、長さ3ミリメートルの長楕円形の頭花を下向きに多数つける。頭花は管状花ばかりで、これを包む総苞はクモの巣状の軟毛がある。ヨモギと同じキク科の多くの植物は、植物進化の過程で風媒花から虫媒花へ最も進化したグループであるが、ヨモギは虫媒花をやめて再び風媒花に転換した植物である。このため、他のキク科のような目立った花びらもなく地味で、風に任せて大量の花粉を飛ばすため、秋の花粉症の原因植物のひとつになっている。
花が終わると総苞が残り、中で果実が熟す。果実は痩果で、長さ1 - 1.5ミリメートルほどの線形で灰白色をしており、冠毛はなく、中央に縦の稜がある。風にのって種子散布すると考えられている。
セイタカアワダチソウと同様に地下茎などから他の植物の発芽を抑制する物質を分泌する。この現象をアレロパシー（他感作用、allelopathy）と言う。
ヨモギが持っている独特の香りは、乾燥地帯で生える多くの植物と同様に、害虫や雑菌から身を守るために抗菌化物質などの化学物質を発展させてきたものに由来する。香りのもととなっている精油成分は、さまざまな薬効成分があるので、古くから薬草として用いられてきた。
- 若葉
- ヨモギの花

## 利用
特有の香りがあり、若い葉は食用され、草餅の材料になる。生葉は止血、干した葉を茶のようにして飲むと、健胃、下痢、貧血などに対して多くの薬効があるとされる。葉を陰干ししてお灸のもぐさにもなる。葉には精油約0.02%（シネオール50%、α-ツヨン、セスキテルペン）、アデニン、コリン、タンニン、葉緑素のクロロフィルなどを含んでいる。精油は内服すると、血液の循環を促して、発汗作用、解熱作用が働き、浴湯料としても、のどの痛み、腰痛、肩こりの痛みを和らげる。タンニンが、組織細胞を引き締める作用によって、止血や下痢止めに役立てられている。ヨモギ属の属名 Artemisia は、ギリシャ神話の女神アルテミスに由来し、月経痛・生理不順・不妊に効果があるとされ、「女性の健康の守護神」の意味である。ヨモギは、その他の多くの薬効があることからハーブの女王の異名がある。

### 食用
早春につんだ新芽を茹で、お浸しや和え物、汁物の具にしたり、細かく刻んだものを餅に入れて草団子や草餅（蓬餅）にして食べる。やや灰汁が強いため、塩を少量入れた熱湯で茹でて十分に水にさらして灰汁抜きし、繊維質も強く消化が悪いため、細かく刻んだりすり潰したりして使われる。刻んで炊いたばかりの米飯に混ぜ込んだヨモギ飯、ヨモギうどん、スープなどの料理にも使われている。天ぷらには、初夏（6月）のころまでやわらかい茎先を摘んで利用する。
香味がよく、シュンギクに似た風味が楽しめる。ハハコグサに代わって、餅草として利用されるようになり、葉の裏に生えている細かな毛が絡み合って餅の粘り気が増すので、もともとは色や香りをつけるものではなくつなぎとして用いられたものである。ヨモギの若芽は、野原や土手、河原などで群生しているため、容易にたくさん採取することができる。
香りの主成分はシネオールによるもので、ツヨン、β-カリオフィレン、ボルネオール、カンファー、脂肪油のパルミチン酸、オレイン酸、リノール酸、ビタミンA、ビタミンB1、ビタミンB2などを含む。

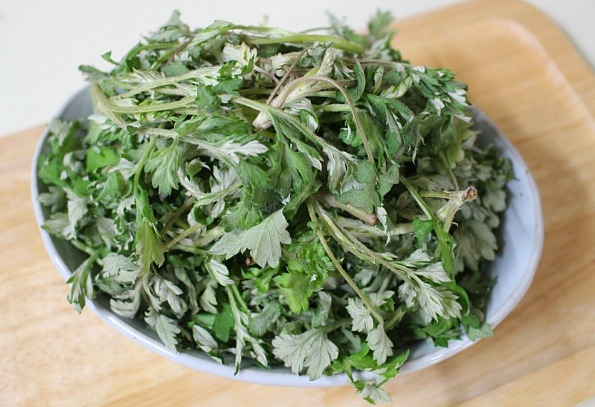
採取したヨモギの若芽
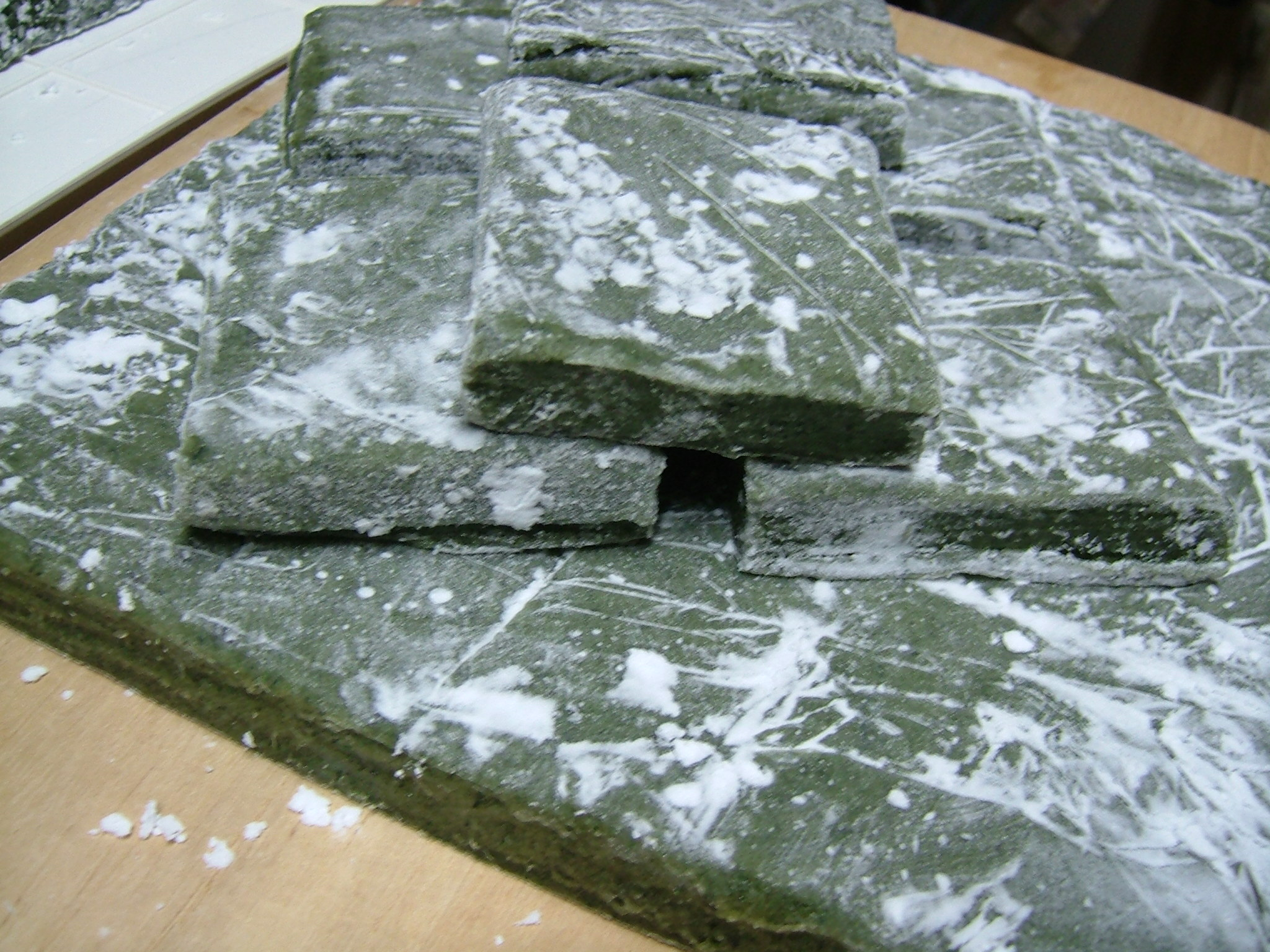
自家製の草餅
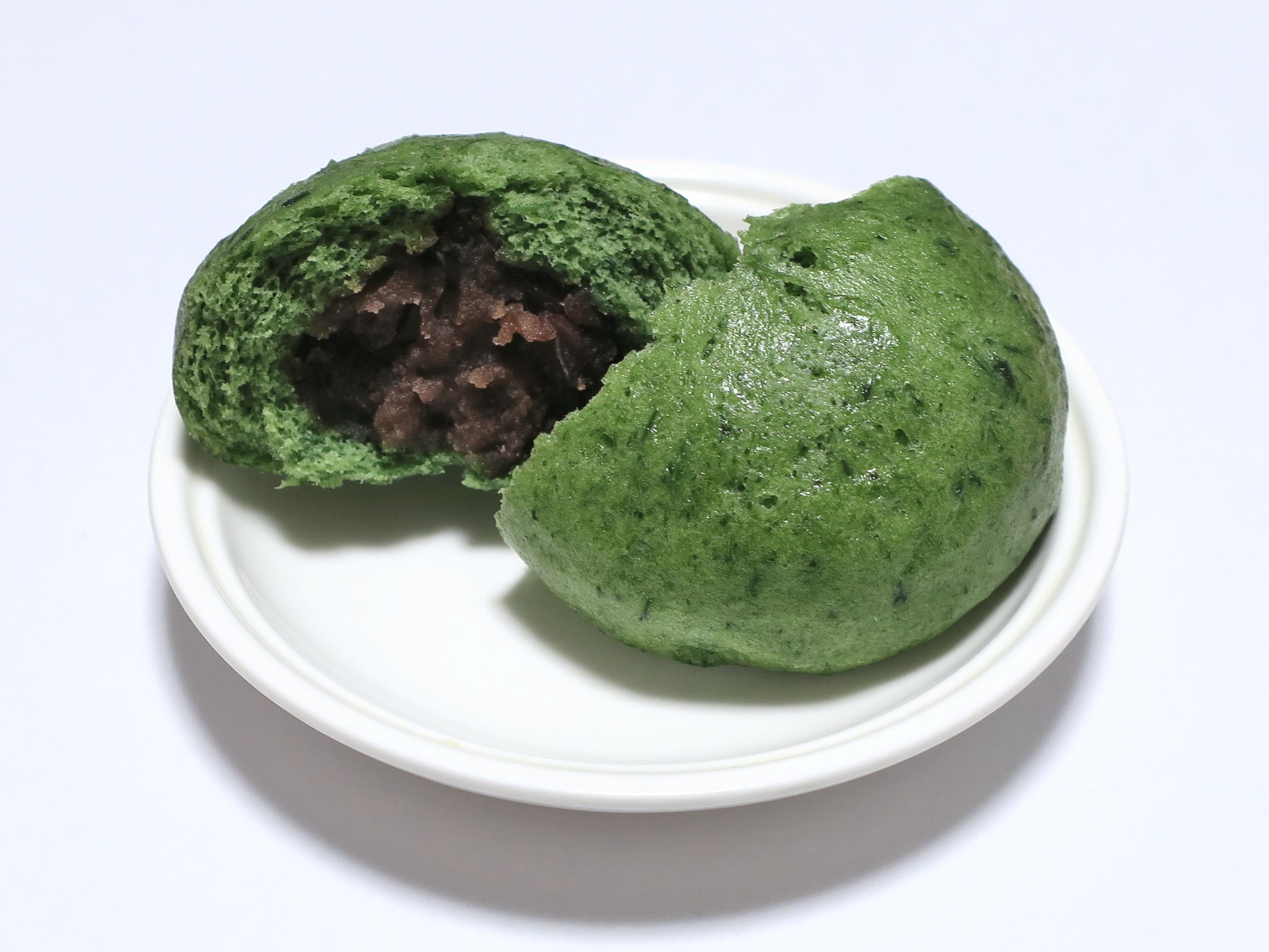
よもぎまんじゅう

ヨモギの仲間に、オトコヨモギ（Artemisia japonica）、ホソバノオトコヨモギがあり、どちらも食用にできる。ヨモギの葉と有毒植物であるトリカブトの葉は、形状がよく似ているので、誤食しないよう野生の物を採取する際には注意が必要である。トリカブトは日本全土に自生しているが、特に本州中部以北や北海道の山中に多く自生している。

### もぐさ
灸に使うもぐさ（艾）は、生長したヨモギの葉を日干しして乾燥させ、臼でついてふるいにかけ、裏側の綿毛だけを採取したものである。ろうそくのように時間をかけて、ゆっくりと燃えていくことを可能にしているのは、もぐさが蝋を含んでいるためである。

### 薬草
6 - 8月ころ、よく生育した葉を採集して陰干ししたものは、艾葉（がいよう）という生薬で、漢方では止血、沈痛、下痢止めなどの目的で処方に配剤される。
民間では、艾葉1日量15グラムを約600 ccの水で半量になるまでとろ火で煮詰めた煎じ汁を、ウルシ・草かぶれ、あせも、湿疹の患部に冷湿布する用法が知られている。また、この煎じ汁をうがい薬として用いると、歯痛、のどの痛み、扁桃炎、風邪の咳止めに効果があるといわれている。下腹部の冷え、痛み、生理痛、生理不順、子宮出血には、同様に1日量3 - 8グラムの艾葉を、約400 - 600 ccの水で前記に準じて煎じた汁を3回に分けて服用する用法が知られている。温めながら治す薬草であるので、手足がほてりやすい人や、のぼせ気味の人には禁忌とされる。
また、8 - 9月ころに茂った地上部の茎葉を刈り取って、刻んで干したものは、布袋に入れて浴湯料として風呂に入れる。肌荒れを防ぎ、痛みを和らげ、保温に役立つ効果があるので、あせも、肩こり、腰痛、神経痛、リウマチ、冷え症に良いとされる。青汁は、血圧を降下させると言われている。
アイヌの人々は風邪や肺炎の際に、ヨモギを煮る際の蒸気を吸引させて治した。
マントを着用し、中にヨモギなどの薬草を蒸した穴開き椅子に腰掛け体を温める「よもぎ蒸し」というメニューを提供するエステティックサロンも、多数存在する。

### その他
道路工事にヨモギを使用する例としては、山や斜面を切り崩して道路を作った際に、雨水などで法面（のりめん）の表土が流出しないように成長の早い低木のアカシア（一般に見られるアカシアおよび、ハチミツのアカシアはニセアカシアのこと）や、草の種などを混ぜた土を吹きつける。ヨモギは成長が早く、多年草であるため、地上部が枯れても残った株が生きており、土壌の固定に適している。ただ、ヨモギの花粉はブタクサと同様に秋の花粉症のアレルゲンでもあり、人工的に多用するには問題点もある。
中国地方の口伝では本願寺門徒の間で蓬（ヨモギ）の根に尿をかけたものを一定の温度で保存することにより、ヨモギ特有の根球細菌のはたらきで硝酸が生成されることを発見したという。馬の尿とヨモギでそれは量産（当時にしては）された。これらは当時の軍事機密であったので厳重に守秘されて一般に広まることはなかったが、本願寺派に供給された火薬の主体であったようである。信長が驚いた本願寺の鉄砲の数は、実は弾薬の量に支配されるものであり、安価な硝酸がそれを支えたのである。

## 近縁種
カワラヨモギ（Artemisia capillaris）日本の本州（青森県西北地域）から沖縄にかけて分布し、河原や海岸の砂地に自生する。草丈30 - 100センチメートル、花がつかない茎は短く、ロゼット状に葉を広げる。花茎の葉は1 - 2回羽状に裂ける。花期は9 - 10月で、花茎を立てて卵形の頭花をつける。
ニシヨモギ（Artemisia indica）日本の本州の西部以西、南西諸島に自生し、沖縄方言では「フーチバー」とよばれる。香りが高く、臭み消しや薬用、香草として使われる。苦味はおだやかで、刻んで炊き込みご飯に入れたり、沖縄料理の沖縄そばやヤギ汁の薬味としてトッピングにも用いられる。この語は長崎弁や博多弁など九州方言に見られる「フツ」、「フツッパ（フツの葉の意）」と同根であると考えられる。雑炊に入れた「フーチバージューシー」も日常的な調理法である。
オオヨモギ（Artemisia montana）別名ヤマヨモギ。日本の北海道、本州近畿地方以北に自生する。

## 文学
『百人一首』（51番）にある藤原実方朝臣の歌に、燃えるような恋の炎をヨモギに比喩して詠んだ歌がある。「かくとだに えやはいぶきの さしも草 さしもしらじな 燃ゆる思ひを」である。「伊吹山のさしも草が燃えるように、私の燃えるような思いが、それほどまでとは、あなたは知る由もないでしょう」という意味で、「さしも草」とはヨモギのことであり、漢字で「指燃草」の字が当てられている。
花言葉は、「幸福」「平和」「平穏」「夫婦愛」「決して離れない」である。